# Doina Teodoru
Doina Gabriela Teodoru (n. 15 noiembrie 1989, Galați) este o actriță română de film și teatru. Este câștigătoarea celui de-al treilea sezon iUmor.

## Biografie
Doina Teodoru s-a născut la Galați. A absolvit Liceul de Artă „Dimitrie Cuclin” din Galați iar în 2012 „Universitatea de Arte Teatrale și Cinematografie” din București.
În 2017 a câștigat sezonul emisiunii de televiziune, iUmor. A făcut echipă cu Chef Cătălin Scărlătescu la America Express 2023 (Drumul Aurului), unde a ieșit pe locul al treilea.
Bunica sa a fost actrița, iar părinții ei au fost ingineri. La început facultății a fost ajutată de părinți cu banii însă asta nu a durat mult și a fost nevoită să se angajeze.
Din 2020, actrița, este într-o relație cu juratul , Chef Cătălin Scărlătescu.

## Filme
- Happy Meal (2011) - Lara
- Love Locker (2016) - Rita
- Băieți de oraș (2016) - Renatta
- See You Soon  (2019) -  Sabine Trailer
- Love Sorry (2022)
- Lasă-mă, îmi place (2023)- Adina
- Tati part-time (2024)- Amelia